# Kedre
Koordinaten: 58° 57′ N, 23° 48′ O
Kedre ist ein Dorf (estnisch küla) in der Landgemeinde Lääne-Nigula im Kreis Lääne in Estland. Bis 2013 gehörte es zur mittlerweile aufgelösten Landgemeinde Taebla.

## Einwohnerschaft und Lage

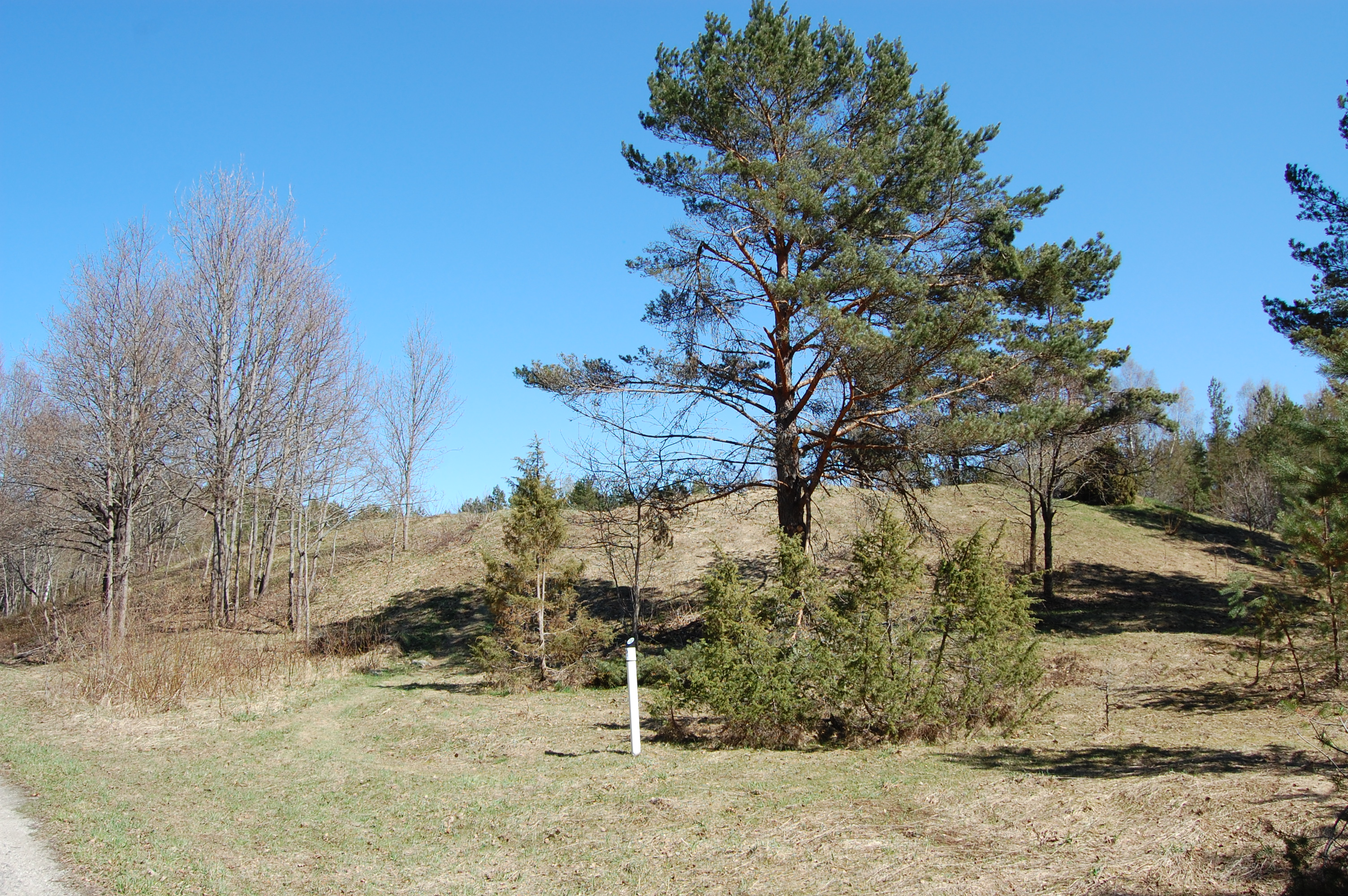
Ehemaliger Burgberg von Kedre

Der Ort hat fünfzehn Einwohner (Stand 31. Dezember 2011). Seine Fläche beträgt vier Quadratkilometer.

## Burgberg
Zwei Kilometer vom Dorf entfernt befand sich auf der Anhöhe Hallimägi ein prähistorischer Burgberg der heidnischen Esten. Der Wall der Festung in dem Sumpfgebiet war vier bis sechs Meter hoch.